# حمض اللينولييك
الحامض الكتاني أو حمض اللينولييك (أو حمض زيت الكتان) هو واحد من الأحماض الدهنية  الأساسية لأن الجسم لا يستطيع صنعه. وهو حمض غير مشبع حيث أن له رابطتين ثنائيتين في الكربون 9 و 12. وينتمي إلى مجموعة الأوميغا-6 لأن أول رابطة ثنائية إذا بدأنا العد من جهة الميثيل (–CH3) توجد بالكربون 6.

## أصل التسمية
اشتقت كلمة «لينولييك» من الكلمة الإغريقية لينون (linon) وهي الكتان، أما بالنسبة لأولييك (Oleic) فمعناها ذو علاقة بالزيت، ومن هنا جاءت التسمية العربية حمض زيت الكتان. و لكن هذه التسمية في الواقع لا تشير إلى النسب الصحيحة لما يحتويه زيت بذور الكتان، فزيت بذور الكتان يحتوي على نسبه أكبر من حمض (ALA)  المنتمي إلى عائلة الاوميجا 3  مقارنة بما يحتويه من حمض اللينولييك المنتمي إلى عائلة الاوميجا 6

## استعماله في الجسم
حمض اللينولييك هو حمض دهني غير مشبع يدخل في صناعة الغشاء الخلوي. لكي يستطيع الجسم اسغلاله، يحول حمض اللينولييك إلى حمض اللينولينيك-γ بواسطة تفاعل إنريمي (D6D). بواسطة الحرارة يتحول حمض اللينولييك مقرون إلى حمض اللينولييك مفروق غير المستغل من طرف الجسم لأنه لا يستطيع تحويله إلى حمض اللينولينيك-γ.

## تواجده بالأطعمة
يتواجد حمض اللينولييك بالكثير من الزيوت منها زيت الكتان، زيت الأركان، زيت الزيتون، زيت السمسم، زيت دوار الشمس، زيت جوز الهند. بالإضافة إلى حليب البقر، صفار البيض والبامية.
زيت الكتان ناتج من محصول البذور وهو محصول ينمو وينضج في الجو البارد ، ويستخدم في بعض البلاد في التغذية مثل مصر ويسمى الزيت الحار. ويستخدم أساسا في صناعة البويات والورنيش ولا يجوز استخدامه في صناعة السمن النباتى والمرجرين

## دور حمض اللينولييك في مرض التليّف الكيسي
بما أن الأطفال الذين يعانون من التليّف الكيسي لديهم نقص في الأحماض الدهنية الأساسية بسبب سوء الامتصاص. تم وضع فرضيّة أن كميات عالية من حمض اللينولييك يمكن أن تساعد في نموّهم. بحثت الدراسة في مجموعتين من الأطفال الذين يعانون من التليّف الكيسي والذين يتّبعون نظام غذائي بمستويين مختلفين من حمض اللينولييك . تبيّن أن الكمية الإضافية من حمض اللينولييك لها تأثير ايجابي على نموّ الأطفال الذين يعانون من التليف الكيسي خاصّة الذين هم بين 6 و 9 أشهر من العمر.